# Veldleger
Veldleger is een verouderd begrip uit de Nederlandse militaire organisatie. Van de 17e eeuw tot aan de Tweede Wereldoorlog, steunde het Nederlandse krijgsbeleid te land op twee pijlers: statische verdediging in vestingen en linies enerzijds en mobiele oorlogvoering anderzijds. Die tweede pijler was het domein van het Veldleger.
Aan de vooravond van de Tweede Wereldoorlog telde het Veldleger organiek een viertal legerkorpsen en een aantal kleinere formaties. De totale sterkte van de troepen onder bevel van de commandant van het Veldleger, luitenant-generaal Van Voorst tot Voorst, bedroeg toen circa 120.000 man. Dat was ongeveer de helft van de gemobiliseerde landmacht. De rol die het Veldleger in de strijd tegen de Duitse inval werd toebedacht was louter verdedigend, zij het dat wel grootschalige verplaatsingen waren voorzien. Na het begin van de vijandelijkheden op 10 mei 1940 werd een herschikking van de troepen doorgevoerd. Het Eerste Legerkorps, organiek onderdeel van het Veldleger, maar gereserveerd als strategische reserve van de landmacht, werd onder bevel geplaatst van de commandant van de Vesting Holland om te worden ingezet tegen de Duitse luchtlanding rond Den Haag. 

## Commandanten
- 1907-1909: luitenant-generaal A. Kool
- 1909-1913: luitenant-generaal W.A.T. de Meester
- 1913-1916: luitenant-generaal G.A. Buhlman
- 1916-1918: luitenant-generaal W.H. van Terwisga
- 1919-1921: luitenant-generaal J. Burger
- 1922-1928: luitenant-generaal T.F.J. Muller Massis
- 1929-1932: luitenant-generaal E.F. Insinger
- 1932-1937: luitenant-generaal jhr. W. Roëll
- 1937-1940: luitenant-generaal J.J.G. baron van Voorst tot Voorst